# Guldbagge 2006
La 41ª edizione del Premio Guldbagge si è svolta a Stoccolma il 30 gennaio 2006. 

## Vincitori
Vengono di seguito indicati in grassetto i vincitori. Ove ricorrente e disponibile, viene indicato il titolo in lingua italiana e quello in lingua originale tra parentesi.
Miglior film
- Ninas resa, regia di Lena Einhorn
  - Mun mot mun, regia di Björn Runge
  - Zozo, regia di Josef Fares

Miglior regista
- Ulf Malmros - Tjenare kungen
  - Josef Fares - Zozo
  - Björn Runge - Mun mot mun

Miglior attrice
- Maria Lundqvist - Due madri per Eero (Äideistä parhain)
  - Tuva Novotny - Fyra veckor i juni
  - Amanda Ooms - Harrys döttrar

Miglior attore
- Krister Henriksson - Sex hopp & kärlek
  - Peter Andersson - Mun mot mun
  - Mikael Persbrandt - Bang Bang Orangutang

Miglior attrice non protagonista
- Ghita Nørby - Fyra veckor i juni
  - Tuva Novotny - Bang Bang Orangutang
  - Sofia Westberg - Mun mot mun

Miglior attore non protagonista
- Magnus Krepper - Mun mot mun
  - Börje Ahlstedt - Il ritorno di Buffalo Bill (Percy, Buffalo Bill och jag)
  - Michael Nyqvist - Due madri per Eero (Äideistä parhain)

Migliore sceneggiatura
- Lena Einhorn - Ninas resa
  - Björn Runge - Mun mot mun
  - Josef Fares - Zozo

Migliore fotografia
- Aril Wretblad - Zozo
  - Anders Bohman - Mun mot mun
  - Philip Øgaard - Kim Novak badade aldrig i Genesarets sjö

Miglior film straniero
- L'Enfant - Una storia d'amore (L'Enfant), regia di Jean-Pierre e Luc Dardenne
  - Nessuno lo sa (Dare mo shiranai), regia di Hirokazu Kore'eda
  - Niente da nascondere (Caché), regia di Michael Haneke

Premio Ingmar Bergman
- Åse Kleveland

Premio Guldbagge onorario
- Anita Björk